# Charudsch
Der Charudsch oder Charudsch al-Aswad (arabisch خروج الأسود Charūdsch al-Aswad, DMG Ḫarūǧ al-Aswad ‚der schwarze Ausfluss‘; gemäß englischer Transkription Haruj) ist ein bis 1200 m hohes libysches Gebirge und Basaltplateau und liegt am Rande der Sahara.
Der Gipfel des mehrere Vulkankegel umfassenden Gebirges liegt 280 km östlich von Sabha und circa 400 km südlich von der an der großen Syrte gelegenen Stadt Sirt. Die nächste Oase ist Zella, etwa 120 km nördlich des Gipfels. Das mitten in einer Geröll- und Felswüste gelegene vulkanische Massiv ist stark verwittert.
Es wird vermutet, dass sich sein letzter Ausbruch im Holozän ereignete.